# Топольский, Виталий Тимофеевич
Виталий Тимофеевич Топольский (5 мая 1918, Винница — 28 августа 1941) — адъютант эскадрильи 69-го истребительного авиационного полка, лейтенант. Герой Советского Союза.

## Биография
Родился 5 мая 1918 года в городе Винница в семье рабочего. Русский. Окончил 7 классов, школу ФЗУ. Работал токарем. Член ВКП(б).
В Красной Армии с 1938 году. В 1938 году окончил Одесскую военно-авиационную школу пилотов. Был назначен в 69-й истребительный авиационный полк на должность лётчика. Был помощником военкома эскадрильи по комсомолу, а затем адъютантом эскадрильи.
На фронтах Великой Отечественной войны с июня 1941 года. 13 июля сбил, прикрывая командира эскадрильи, первый вражеский самолёт. С выполнением сотого боевого вылета Топольский был представлен к награждению орденом Красного Знамени. В представлении, написанном командованием ВВС Приморской армии, указывалось, что Топольский «при выполнении боевой работы показал образцы отваги, мужества и лётного мастерства». Постановлением военного совета Южного фронта от 5 ноября 1941 года Топольский был удостоен этой награды.
Однако ему не довелось дожить до этого радостного дня. 28 августа 1941 года погиб в воздушном бою. Похоронен в Одессе на Аллее Славы.
В небе Одессы лейтенант Топольский совершил 123 боевых вылета на штурмовку скоплений войск противника, в 14 воздушных боях лично сбил 4 и в составе группы 4 самолёта врага.
Указом Президиума Верховного Совета СССР от 10 февраля 1942 года за образцовое выполнение боевых заданий командования на фронте борьбы с немецко-фашистским захватчиками и проявленные при этом мужество и героизм лейтенанту Топольскому Виталию Тимофеевичу посмертно присвоено звание Героя Советского Союза.
Награждён орденами Ленина и Красного Знамени (05.11.1941).

## Память
- Решением Исполнительного комитета Одесского совета депутатов трудящихся № 329 от 5 мая 1965 года бывший Пионерский переулок был переименовав в переулок Топольского[7]. В переулке установлена соответствующая мемориальная доска[8].
- Имя Виталия Топольского начертано на мемориальной доске героических защитников города-героя в сквере у Одесского академического оперного театра.
- Имя Героя носит одна из улиц в родном городе.